# Elizabeth Woody
Elizabeth Woody (Ganado (Arizona), 1959) és una escriptora, artista i pedagoga ameríndia dels Estats Units d'ascendència navaho-Warm Springs-Wasco-Yakama.

## Antecedents
Elizabeth Woody va néixer a Ganado (Arizona) el 1959. És membre registrat de les Tribus Confederades de Warm Springs a Oregon. Va néixer dins del Tódích'íinii (clan Aigua Amarga). La seva àvia materna pertanyia als Milee-thlama (gent de les fonts calentes) i als Wyampum (gent de l'eco de l'aigua sobre les roques). El seu avi patern era dels chinook del riu Columbia. Després d'estudiar a l'Institute of American Indian Arts a Santa Fe (Nou Mèxic) de 1980 a 1983, van obtenir un grau de llicenciatura en Humanitats amb èmfasi en anglès a l'Evergreen State College d'Olympia (Washington). En 2012 va rebre un Master d'Administració Pública a través de l'Institut de Lideratge Executiu de la Mark O. Hatfield School del Govern, Universitat Estatal de Portland a Portland, Oregon.

## Carrera
El 1994-1996 Elizabeth fou professora de literatura creativa a l'IAIA. El 1992 va ser un escriptor convidat al Festival Retorna el Regal d'Escriptors Nadius i poetessa destacada al Festival de Poesia Geraldine R. Dodge. La seva poesia ha estat elogiada per James Welch i escollida per ell per a incloure-la en l'edició de primavera de 1994 de Ploughshares, que ell editava. És membre del consell de Soapstone, Inc., una organització dedicada a proporcionar un refugi literari per a dones. Aquesta organització està reconstruint i millorant els centres de retir per a les dones per escriure en seguretat i solitud prop de la costa d'Oregon. Hi ha aplicacions disponibles per a Residències al seu lloc web.
Elizabeth ha treballat en diversos programes d'ensenyament en tallers didàctics, com a consultor i conferenciant arreu del país. Ha treballat amb el Telluride Native Writer's Forum, ha fet lectures, panells i tallers per al Northwest Wordcraft Circle, Neah Bay, WA i Newport, OR; per al Southwest Native American High School Students, Telluride, CO; la Conferència de Joves Escriptors, lectures, il·lustracions, poesia i tallers de contes per als escriptors nadius americans d'escola secundària del nord-oest a la Pascual Sherman Indian School, Omak, Washington; Grey Hills Academy Diné Fine Arts i Festival de Teatre, Tuba City, Arizona; i el Flight of the Mind Writing Workshops for Women, McKenzie Bridge, OR, per nomenar uns quants.
Com a artista, Ms. Woody ha exhibit a nivell regional i a nivell nacional. Recentment va participar en la Trobada del Pacífic, que va culminar amb una exposició itinerant a Hité'emlkiliiksix, "Within the Circle of the Rim: Nations Gathering on Common Ground". S'ha mostrat a "Submuloc Wohs/Columbus Show" i "For the Seventh Generation: Native American Artists Counter the Quincentenary", Columbus (Nova York). A Oregon, Woody serví a la Northwest Native American Arts Services Task Force, patrocinada per l'Eastern Oregon Regional Arts Council i fou un dels membres fundadors de la Northwest Native American Writers Association. Fou seleccionada per a fer d'aprenent a l'Oregon Folk Arts Master-Apprenticeship, per aprendre cistelleria tradicional amb Margaret Jim-Pennah. Woody també ha exercit com a jurat per al seu programa durant dos anys i ha estat membre d'un jurat multi-disciplinari de beques per a les Organitzacions de diverses organitzacions artístiques al nord-oest del Pacífic.
Elizabeth Woody està en el Consell d'Administració Soapstone, a Women Writer's Retreat, Consell Assessor per a Programes Nadius de la Universitat de Willamette situat a Salem, Oregon, i secretària de la junta fundadora de la Native Arts and Cultures Foundation dotada per la Ford Foundation. També va servir en el Consell Assessor inaugural de l'Escola Graduada d'Educació Lewis and Clark College i la conferència "Indigenous Ways of Knowing", i com a assessora del cercle de lideratge per a l'estudi de viabilitat de la Fundació Ford en un fons nacional de les arts i cultura dels natius americans. Des de 2005 Woody fou nomenada per servir en el Comitè de direcció del proposat Centre Polític de les Tribus del Nord-oest per les Tribus Afiliades d'Indis del Nord-oest. També va assessorar el Consell d'Arts Natives del Col·legi Estatal Evergreen, que recentment va celebrar una Fira d'Arts Americanes al Museu d'Història de l'Estat de Washington.
Elizabeth va completar el Master en Administració Pública en 2012 (èmfasi en dues àrees separades combinades, Política Ambiental, i Gestió dels Recursos Naturals) a l'Escola de Govern de Hatfield a la Universitat Estatal de Portland. Va treballar anteriorment com a Director del Programa de Lideratge Indígena a l'Organització Ambiental sense ànim de lucre, Ecotrust de Portland (Oregon) pel Premi al Lideratge Indígena Ecotrust. Després de dotze anys de servei, i set anys desenvolupant el programa, fou traslladada a la "National Science Foundation's Center for Coastal Margin Observation and Prediction" situada a l'Oregon Health and Science University. Va treballar com a coordinadora del programa K-12 durant tres anys. Actualment és oficial de programes del Meyer Memorial Trust situat a Portland, OR.

## Premis
Elizabeth va rebre l'American Book Award el 1990 pel seu llibre Hand into Stone de la Before Columbus Foundation. Aquest llibre ha estat reeditat, incloent nova prosa i poesia, com Seven Hands Seven Hearts. El 1993 va rebre una beca Medicine Pathways for the Future Fellowship/Kellogg Fellowship del programa Ambaixadors Amerindis d'Americans per l'Oportunitat Índia. Ha rebut el Premi Commemoratiu de Poesia Memorial William Stafford de l'Associació de Llibreters del Pacífic del Nord-oesti fou finalista del Book Award Oregon de poesia el 1995.

## Obres

### Poesia
- Luminaries of the Humble, (Sun Tracks, Vol 30), University of Arizona Press.
  - Review by Judy Elsley Arxivat 2012-10-27 a Wayback Machine. in Weber Studies
- Seven Hands Seven Hearts, Eighth Mountain Press.
- Hand into Stone: Poems, Contact II Publications.
  - Reviewed by Joy Harjo in Calyx, 12, no. 3 (1990): 95-97
  - Reviewed in Mid-American Review, XI, 1, Fall 1990.
- Old Shirts & New Skins Elizabeth illustrated this book of Sherman Alexie poems.[9]

### Antologies
- Renewing Salmon Nation's Food Traditions, Gary Paul Nabhan (Editor), Ecotrust, Portland, OR. 2006.
- River of Memory: The Everlasting Columbia, William D. Layman (editor), Washington Univ. Pr.
- A Song to the Creator: Traditional Arts of Native American Women of the Plateau, Lillian A. Ackerman (Editor), Univ. Oklahoma Press.
- Oregon Salmon: Essay on the State of the Fish at the Turn of the Millennium. Essay, Oregon Trout, Portland, OR, 2001
- Salmon Nation, Edward C. Wolf and Seth Zuckerman, Ecotrust. Portland, OR. 1999.
  - Publisher's page Arxivat 2007-12-16 a Wayback Machine.
- When the Rain Sings: Poems by Young Native Americans, Lee Francis (Editor), Simon & Schuster.
- Dreaming the Dawn: Conversations With Native Artists and Activists, E. K. Caldwell, University of Nebraska Press.
- First Fish, First People: Salmon Tales of the North Pacific, Judith Roche and Meg McHutchison (Editors), University of Washington Press.
- Speaking for the Generations: Native Writers on Writing (Sun Tracks Books), University of Arizona Press.
- Intimate Nature: The Bond Between Women and Animals, Linda Hogan, Deena Metzger, Brenda Peterson (Editors), Ballantine & Random House
- Earth, Wind, and Fire: Harry Fonseca, Jonathan Batkin (Editor), Wheelwright Museum, Santa Fe.
- Native American Art in the Twentieth Century: Makers, Meanings, Histories, Jackson Rushing (Editor), Routledge LTD.
- The Writer's Journal: 40 Contemporary Authors and Their Journals, Sheila Bender (Editor), Delta.
- Reinventing the Enemy's Language: Contemporary Native Women's Writing of North America, Joy Harjo and Gloria Bird (editors), W.W. Norton.
- Durable Breath: Contemporary Native American Poetry, John E. Smelcer, D. L. Birchfield (Editors), Salmon Run Press
- A Gathering of Spirit: A Collection by North American Indian Women, Beth Brant (Editor), Firebrand Books.
- Home Places: Contemporary Native American Writing from Sun Tracks (Sun Tracks, Vol 31), Larry Evers, Ofelia Zepeda (Editors), University of Arizona Press.
- Dancing on the Rim of the World : An Anthology of Contemporary Northwest Native American Writing (Sun Tracks, Vol 19), Andrea Lerner (Editor), Univ of Arizona Press.
- Returning the Gift: Poetry and Prose from the First North American Native Writers' Festival, (Sun Tracks Books, No 29) University of Arizona Press.
- The World begins Here: Oregon Short Fiction, (Oregon Literature Series, Vol 1), Glen A. Love (Editor), Oregon State Univ Press.
- Varieties of Hope: An Anthology of Oregon Prose, (Oregon Literature Series, Vol 3), Gordon B. Dodds (Editor), Oregon State Univ Press.
- From Here We Speak: An Anthology of Oregon Poetry (Oregon Literature Series; V. 4), Ingrid Wendt, Primus St. John (Editors), Oregon State Univ Press.
- The Stories We Tell: An Anthology of Oregon Folk Literature (Oregon Literature Series Vol. 5), Suzi Jones, Jarold Ramsey (Editors), Oregon State Univ Press.
- A Circle of Nations: Voices and Visions of American Indians, John Gattuso (Editor), Beyond Words Publishing Co.
- We, the human beings: 27 contemporary native American artists, Wooster Art Museum.
- Talking Leaves: Contemporary Native American Short Stories, Craig Lesley, Katheryn Stavrakis (Editor) Dell Books
- The Clouds Threw This Light, Phillip Foss (Editor), Institute of American Indian Arts Press.
- Songs from This Earth on Turtle's Back: An Anthology of Poetry by American Indian Writers, Joseph Bruchac (Editor), Greenfield Review Press